# (6347) 1995 BM4
(6347) 1995 BM4 (1995 BM4, 1976 UA2, 1978 EH9, 1986 TY8, 1990 VE14, 1990 XX) — астероїд головного поясу, відкритий 28 січня 1995 року.
Тіссеранів параметр щодо Юпітера — 3,610.